# Sanghaji Értéktőzsde
A Sanghaji Értéktőzsde (SSE) (Egyszerűsített kínai: 上海证券交易所; tradicionális kínai: 上海證券交易所, pinjin: Shànghǎi Zhèngquàn Jiāoyìsuǒ) egyike a három függetlenül működő kínai értéktőzsdének a Kínai Népköztársaságban. A másik két értéktőzsde a Sencseni és a Hongkongi Értéktőzsde. Ellentétben a Hongkongi Értéktőzsdével a Sanghaji Értéktőzsde nem teljesen nyitott a külföldi befektetők felé, köszönhetően az anyaországi hatóságok szigorú szabályzásainak.
2007 végén a Sanghaji Értéktőzsdének 860 listázott cég egyesített piaci értéke 3,7 trillió amerikai dollár. Ezzel rekordot döntött a szárazföldi Kínában és a hatodik a világ értéktőzsdéjének listáján. A jelenlegi cserekereskedelmet 1990. november 26-án indította újra. Működését pedig 1990. december 19-én kezdte. Ez a nonprofit szervezetet közvetlenül a CSRC (China Securities Regulatory Commission) igazgatja.

## Története
Miután véget ért az első ópiumháború 1842-ben, Kína belekezdett a külföldi országokkal történő kereskedelme bővítésébe. Az egyik kereskedelmi központ így lett Sanghaj. Kína gazdasága fejlődésnek indult. A piac a biztonságos kereskedését az 1860-as évek második részében kezdte. Az első részvény lista 1866-ban jelent meg.
1891-ben a bányászati részvények fellendülése időszaka alatt egy külföldi üzletember megalapította a Shanghai Shareborkers Association-t, Kína első értéktőzsdéjét. A "tőzsdeügynök egyesület" 1904-ben regisztrált Hongkongban, a szolgáltatások működése alatt kapta meg a Sanghaji Értéktőzsde nevet. A szolgáltatás értékpapírjai elsődlegesen helyi cégektől jöttek.  1880-ra csak a hongkongi és a sanghaji helyi bankok maradtak meg.
Később 1920-ban és 1921-ben a "Shanghai Securities & Commodities Exchange" és a "Shanghai Chinese Merchant Exchange" kezdte meg működését. Végül egy egyesülésre került sor 1929-ben, az egyesült piacok attól kezdve a Sanghaji Értéktőzsdén működtek. 1930-ra Sanghaj kiemelkedett mint Kelet-Ázsia gazdasági központja, ahol kínaiak és külföldi befektetők kereskedhettek, járadékkötvényeket és határidőügyleteket köthettek. A Sanghaji Értéktőzsde működése megszűnt egy hirtelen jött leállással, (a japán csapatok elfoglalták a Shanghai International Settlement-et 1941 decemberében). 1946-ban a Sanghaji Értéktőzsde újrakezdte működését. Majd újra bezárt 1949-ben a kommunista forradalom győzelme után.
A kulturális forradalom után Teng Hsziao-ping hatalma megszilárdult, Kína újra megnyílt a világ felé 1978-ban. Az 1980-as évek alatt Kína értékpapír piacai tandemes formációt alkottak az ország gazdasági reformjával és a szocialista piacgazdasággal.
1990. november 26-án. a Sanghaji Értéktőzsdét újra létrehozták és pár héttel meg is kezdte működését december 19-én.

## A Sanghaji Értéktőzsde Top 10 értékpapírja
1. PetroChina (3 656,20 milliárd)
2. Industrial and Commercial Bank of China (1 417,93 milliárd)
3. Sinopec (961,42 milliárd)
4. Bank of China (894,42 milliárd)
5. China Shenhua Energy Company (824,22 milliárd)
6. China Life (667,39 milliárd)
7. China Merchants Bank (352,74 milliárd)
8. Ping An Insurance (272,53 milliárd)
9. Bank of Communications (269,41 milliárd)
10. China Pacific Insurance (256,64 milliárd)